# Conseil européen des 8 et 9 décembre 1989

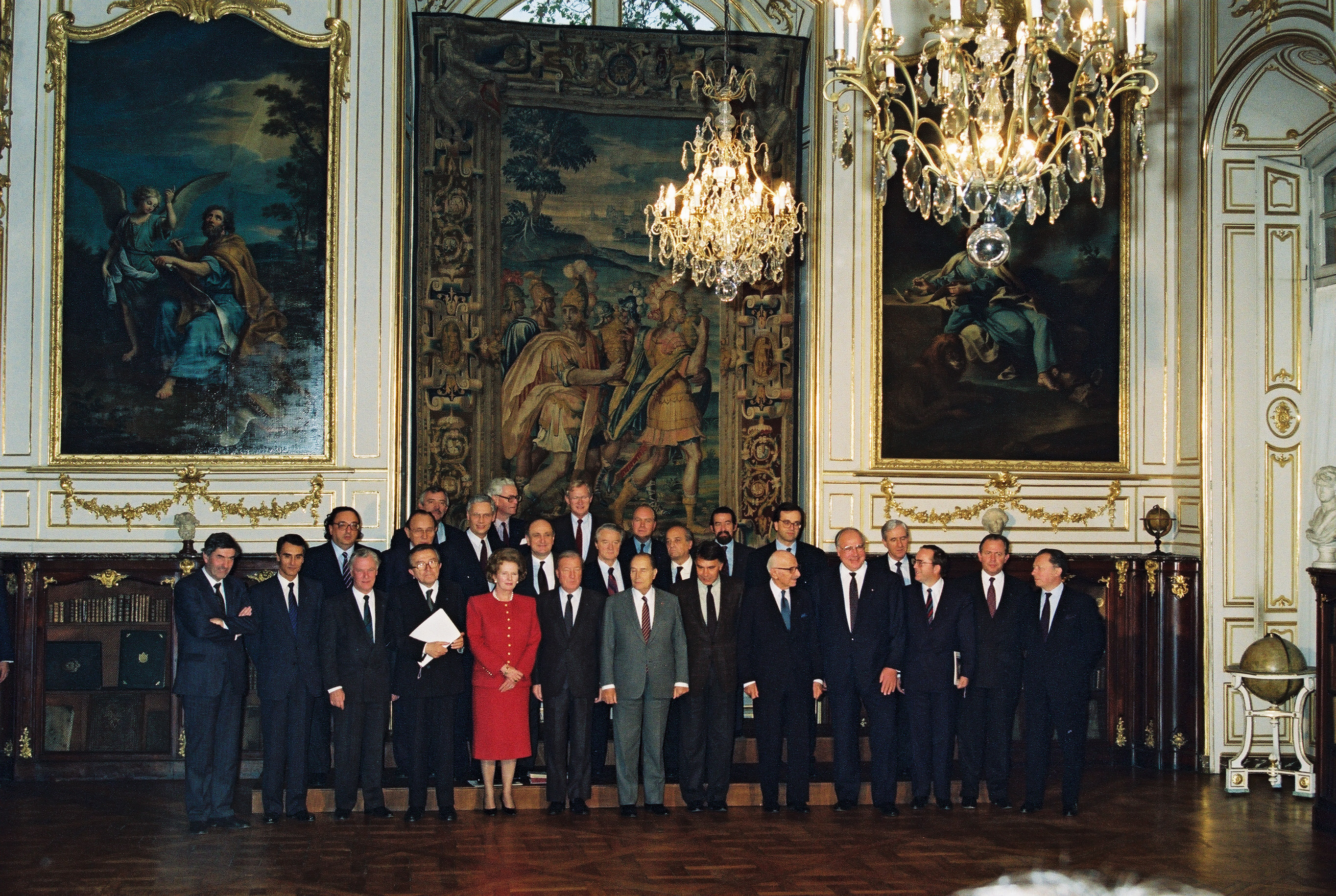
Photo des participants au Conseil.

La réunion du Conseil européen  des 8 et 9 décembre 1989 est principalement consacrée à la mise en œuvre de l'Acte unique européen, aux progrès de la construction de l'Union économique et monétaire et au rôle de la Communauté sur la scène internationale. Ses conclusions sont complétées par huit déclarations de politique étrangère régionale, consacrées respectivement à l'Europe centrale et orientale, au Moyen-Orient, au Liban, à la Conférence euro-arabe, à l'Afrique australe, à l'Ethiopie, au Chili et à l'Amérique centrale. Dans la première, la Communauté apporte son soutien à l'unité allemande à travers une libre autodétermination.

## Contexte politique

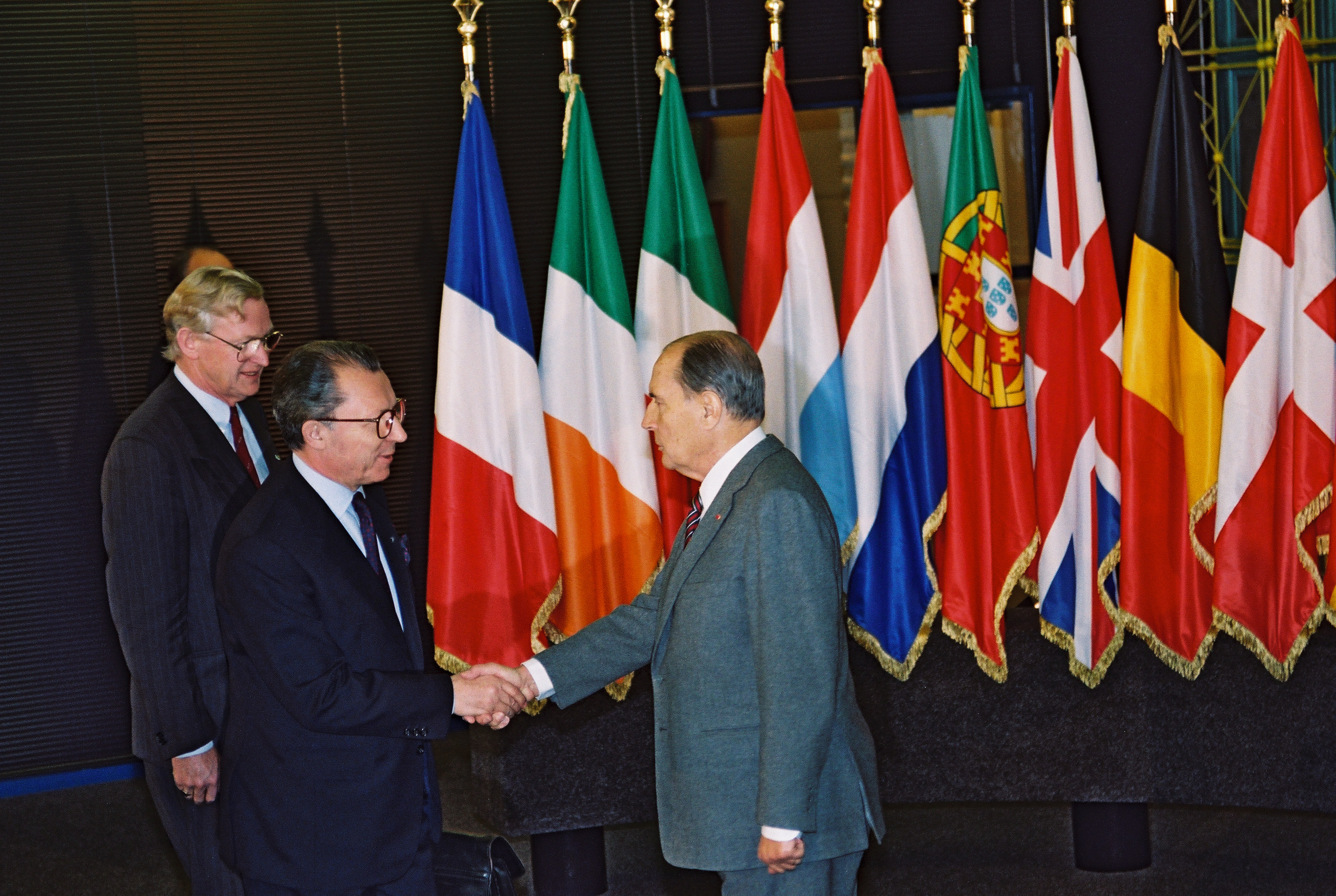
Le président François Mitterrand accueille Jacques Delors (président de la Commission européenne) et Frans Andriessen (vice-président de la Commission) le 9 décembre 1989.

Le Conseil européen des 8 et 9 décembre 1989 survient quelques semaines après la chute du mur de Berlin et quelques jours après qu'Helmut Kohl a annoncé son programme en dix points en vue d'une réunification rapide de l'Allemagne, sans concertation préalable avec ses partenaires Européens.
Les mois de novembre et décembre 1989 sont d'une densité et d'une importance exceptionnelles au regard de l'avenir de l'Europe et du dénouement de la guerre froide,. En quelques semaines, la réunification allemande qui semblait encore bien hypothétique devient une quasi-certitude du fait que Gorbatchev ne s'y oppose pas sur le principe, même si son calendrier et ses modalités restent à définir. Mitterrand pense alors qu'elle se fera certainement mais selon un processus qui prendra du temps. En témoignent, par exemple, ses propos relatifs à la réunification tenus à Kiev le 6 décembre 1989 à l'issue d'une rencontre avec Gorbatchev : après avoir rappelé que la France est « l'amie, l'alliée de l'Allemagne », il insiste sur la nécessité de ne pas « renverser l'ordre des facteurs », sur le fait « qu'aucun pays d'Europe ne peut agir sans tenir compte des autres (...), de la situation qui résulte de la guerre » et  « qu'il ne faut pas commencer par poser la question des frontières, mais songer plutôt à renforcer la Communauté »,.
Dans ce contexte où la situation en Europe centrale et orientale évolue très rapidement, François Mitterrand, président en exercice de la Communauté, organise à Paris un Conseil européen exceptionnel le 18 novembre 1989 afin de procéder à un échange de vues, sans décision ni communiqué final. Dans les semaines qui suivent, les échanges entre Français et Allemands sont intenses et aboutissent à ce qu'Helmut Kohl finisse par partager la volonté de Mitterrand de voir l’unification allemande rester indissociable du processus d’intégration européenne.
Le sommet de « l'Europe des Douze » s'ouvre dans une certaine tension liée notamment à ce que Margaret Thatcher ne dissimule pas son hostilité à l'unification allemande. Mais le sommet s'achève par un double accord décisif pour l'avenir de l'Europe, portant à la fois sur la réalisation de l’Union Économique et Monétaire et le règlement de la question allemande dans les termes toutefois prudents de la Déclaration sur l'Europe centrale et orientale.
Commentant les résultats de ce sommet, Le Monde écrit « qu'en décidant de commencer avant la fin de l'année prochaine à élaborer les instruments d'une politique économique et monétaire commune, la Communauté confirme qu'elle veut changer de nature et qu'elle entend se donner les moyens de ses ambitions : structurer autour d'elle une future grande Europe. » ,.

## Conclusions du Conseil européen

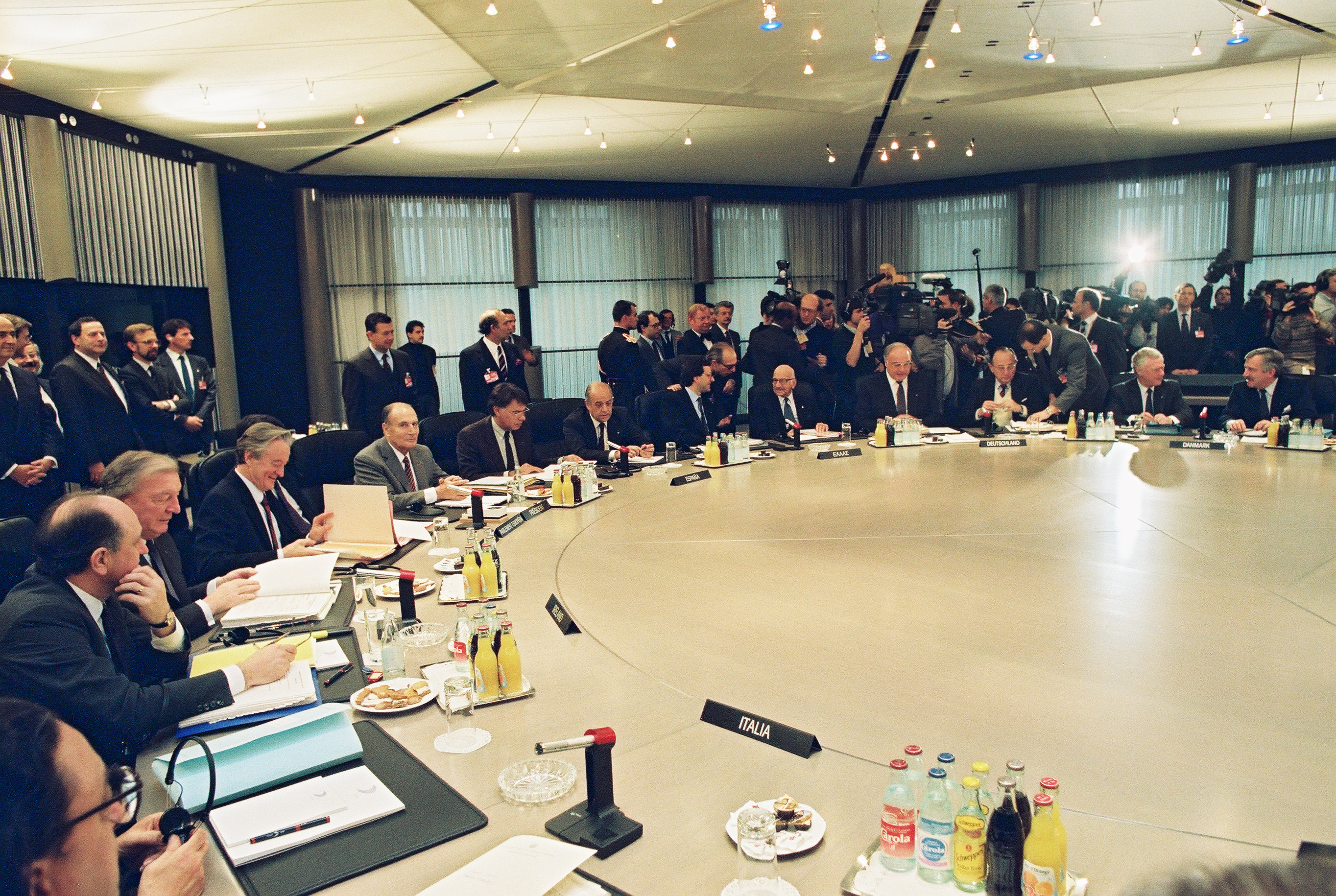
Réunion de la délégation le 9 décembre 1989.

Les conclusions sont introduites par l'affirmation de principe que la « vocation [de la Communauté] n'est pas au repliement, mais à I'ouverture et à la coopération, notamment avec les autres Etats européens ».

### Réalisation de l'Acte unique européen
Le Conseil fait le point sur la mise en œuvre de l'Acte unique européen entré en vigueur le 1er juillet 1987, et réaffirme qu'il est « déterminé à réaliser tous les engagements contenus dans I'Acte unique afin de poursuivre et d'approfondir le processus d'intégration dans la perspective de !'Union européenne ». Les observations et demandes du Conseil figurant dans les conclusions portent sur le Marché intérieur (« l'espace sans frontières ») et les politiques sectorielles : environnement, recherche, audiovisuel, libre circulation des personnes et Europe des citoyens, et dimension sociale.

### Union économique et monétaire
S'appuyant sur le « rapport Delors » d'avril 1989, le Conseil européen décide de la convocation d'une Conférence intergouvernementale destinée à élaborer une modification du traité en vue des étapes finales de l'UEM avant la fin de 1990. Cette décision, acquise dès le premier jour du sommet, met définitivement sur ses rails l'intégration européenne. Elle est un succès pour la diplomatie française acquis grâce à de réelles concessions des Allemands, qui ont « compris qu’ils ne peuvent pas à la fois montrer un empressement excessif, tout au moins aux yeux de certains, à l’égard de l’Est, et freiner du côté de l’Ouest » », commentera Mitterrand quelques jours plus tard.

### Rôle sur la scène internationale
Le Conseil européen réaffirme que « la Communauté développera son rôle et celui de ses États membres sur la scène politique et économique internationale, dans un esprit d'ouverture, de solidarité et de coopération ».
Le Conseil européen valide l'ouverture de négociations début 1990 avec l'AELE pour parvenir à un accord global aussi vaste que possible.
Concernant les pays d'Europe centrale et orientale, le Conseil européen confirme sa volonté de poursuivre une politique active de coopération « avec des peuples qui aspirent à la liberté, à la démocratie et au progrès, et avec des États qui comptent se fonder sur les principes de la démocratie, du pluralisme et de l'État de droit ». Les conclusions rappellent que la Communauté a déjà conclu des accords avec la Tchécoslovaquie, la Hongrie et la Pologne, et vise à en conclure également avec l'URSS et la RDA.
Le Conseil européen approuve la création d'une Banque européenne pour la Reconstruction et le Développement (BERD). Son objet « sera de promouvoir, en consultation avec le FMI et la Banque mondiale, les investissements productifs et concurrentiels dans les États d'Europe centrale et orientale ».

## Déclaration sur l'Europe centrale et orientale
Pour un article plus général, voir Guerre froide # Dénouement de la guerre froide.
La Déclaration sur l'Europe centrale et orientale, adoptée après une nuit de discussions, apporte le soutien des Douze aux changements en cours et appuie l'unification de l'Allemagne.
Le Conseil constate que « chaque jour, en Europe centrale et orientale, le changement s'affirme avec plus de force, et que partout s'exprime une puissante aspiration à la liberté, à la démocratie, à la justice sociale et à la paix ». Les Européens apportent leur soutien à Mikhaïl Gorbatchev, notant qu'une  « évolution aussi profonde, aussi rapide, n'eut pas été possible sans la politique d'ouverture et de reforme » qu'il mène.
Concernant les perspectives de réunification de l'Allemagne, les Douze formalisent leur accord en ces termes : « Nous recherchons le renforcement de l'état de paix en Europe, dans lequel le peuple allemand retrouvera son unité à travers une libre autodétermination. Ce processus doit se réaliser pacifiquement et démocratiquement, dans le respect des accords et traités et de tous les principes définis par l'acte final d'Helsinki, dans un contexte de dialogue et de coopération Est-Ouest. Il doit également se situer dans la perspective de l'intégration européenne. »,.